# Briovérien
Stratigraphie
Le Briovérien est une subdivision de l'échelle des temps géologiques, qui regroupe  l'Édiacarien et le Cryogénien. Son stratotype est caractérisé par  Saint-Lô (Briovera en latin).
Cette période, ne faisant pas partie de la charte stratigraphique standard, correspond traditionnellement à l'orogénèse cadomienne, et l'on divise historiquement la période en un Briovérien inférieur (ca. -670 Ma à ca. -590 Ma) et en un Briovérien supérieur (ca. -590 Ma à ca. -535 Ma). Le premier intervalle correspond grossièrement à une phase de magmatisme, le second à une phase surtout sédimentaire siliciclastique anté-ordovicienne. Le sommet du Briovérien supérieur est d'âge Fortunien, c'est-à-dire que le Briovérien s'est terminé pendant le premier âge chronostratigraphique du Cambrien. En effet, la fin du Briovérien est postérieure à -538 millions d'années, ce qui permet de lui attribuer cet âge cambrien basal. Par conséquent, la définition d'un Briovérien qui serait d'âge strictement "précambrien" n'est plus considérée comme valide.

## Divisions
Le Briovérien inférieur repose en discordance sur un socle ancien dit « pentévrien » (méso- à néoprotérozoïque inférieur). Le Briovérien de Bretagne centrale et du bocage normand est interprété comme le produit de l’érosion
du segment nord-armoricain de la chaîne cadomienne déposé dans des bassins d’avant-pays en domaine continental plus ou moins aminci et instable.

## Roches associées
Les sédiments anté-ordoviciens proviennent en partie du démantèlement de la chaîne cadomienne. Ils sont largement présents dans le Massif armoricain sous la forme de grauwackes et de schistes.

Le Briovérien inférieur, volcano-sédimentaire, est bien représenté en Bretagne septentrionale (région de Lamballe - Saint-Brieuc) et en Normandie (région de Coutances - Saint-Lô). Il est caractérisé par la présence fréquente de bancs de cherts carbonés (phtanites) interstratifiés dans l'épisode sédimentaire des formations de Lamballe et de Saint-Lô, et par le grand développement des volcanites dans la partie basale (formation de Lanvollon). Le Briovérien supérieur constitue l'essentiel du socle protérozoïque de Bretagne centrale et de Basse-Normandie (Formations de La Laize et de Granville). Les roches sont généralement des formations flyschoïdes rythmiques et à turbidites, de type supérieur gréso-schisteux, tandis que les épisodes volcaniques sont très peu développés.

## Galerie

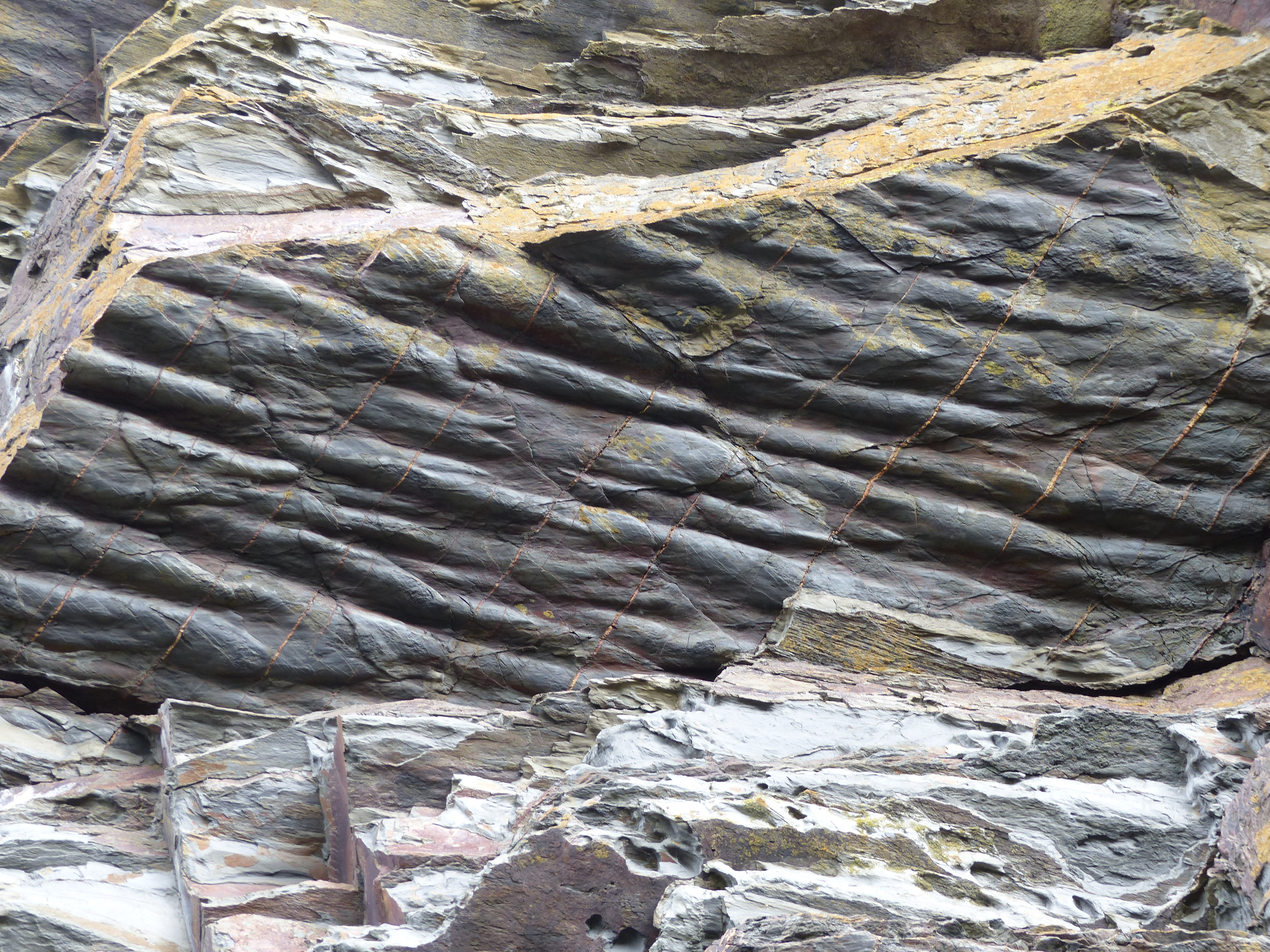
« Moulage en flûte » dans des schistes briovériens près de la pointe de Keric (commune d'Argol).
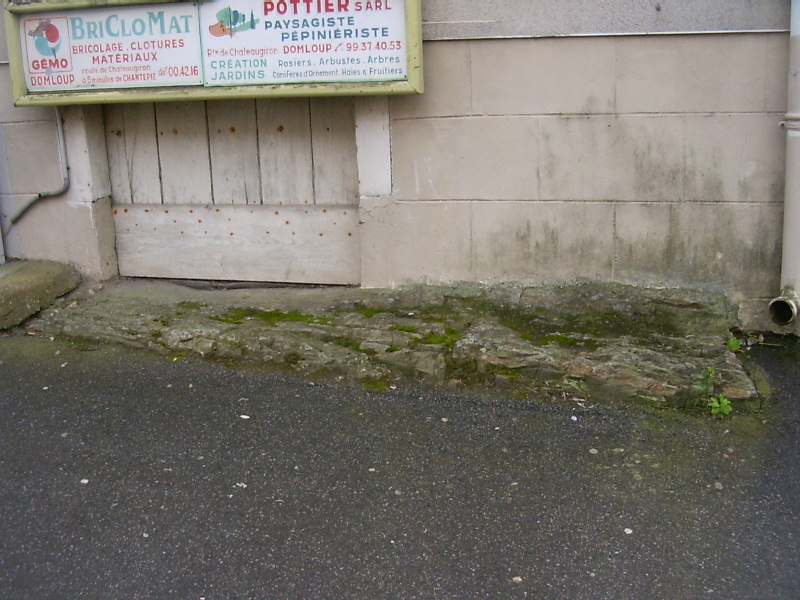
Affleurement de schiste briovérien dans le bassin de Rennes. L'orientation de la schistosité est-ouest est un témoin de la compression nord-sud lors de la formation de la chaîne hercynienne.